# Máj této země
Máj této země je československý černobílý dokumentární film, který byl natočen v roce 1950. Premiéru měl 7. října 1950. Provází průběhem IX. sjezdu Komunistické strany Slovenska.